# Capela Imaculada Conceição e Santa Edviges
A Capela Imaculada Conceição e Santa Edviges é um templo católico localizado no município brasileiro de Contagem, em Minas Gerais. A capela foi construída entre os anos de 1939 e 1943, em estilo neogótico.[carece de fontes?] Possui vitrais confeccionados em vidro italiano pela Casa Conrado de São Paulo, que retratam cenas da vida de Cristo disposto ao longo das fachadas laterais e frontal. Os vitrais são contornados por chumbo retorcido.[carece de fontes?]